# Забранена любов
„Забранена любов“ е български телевизионен сериал. Излъчването му започва на 5 октомври 2008 г. по Нова телевизия, но часът на излъчване се променя често. На 13 ноември 2009 г. Нова телевизия спира снимките на сериала. Сериалът не е подновен с нови епизоди.

## Сюжет
Сериалът е адаптация от австралийския вариант Sons and Daughters и немският Verbotene Liebe, но най-много черпи от сръбския римейк.
 Внимание:  Текстът по-долу разкрива сюжета на произведението (или части от него)!
Основните сюжетни линии са няколко, но всички се въртят около две семейства – богатите Константинови и бедните Белеви, като свързващият елемент между историите им е любовта. И както името подсказва, любовта между различните герои винаги е неприемлива според каноните на обществото.
Семейство Константинови са Анастасия (Диана Любенова) – светска личност и издателка на модното списание; съпругът ѝ Борис (Тодор Танчев) собственик на водеща строителната компания, синът им Мартин (Ники Илиев) – виден столичен плейбой, и дъщеря им Елица (Саня Борисова) – красива фотографка.
Константинови живеят в огромна луксозна къща в полите на Витоша, но въпреки че са презадоволени материално, семейството им е щастливо само привидно, защото непрекъснати интриги и страшни тайни се крият под повърхността.
Семейство Белеви са пълната противоположност – бащата Димитър (Ивайло Герасков) е собственик на малък квартален автосервиз, майката Надежда (Албена Ставрева) е медицинска сестра, по-големият им син Явор (Фахрадин Фахрадинов) притежава таланта да се забърква винаги в неприятности, докато по-малкият Филип (Пламен Димов) все още се опитва да намери своята идентичност, а дъщеря им Марина е твърдо решена с труд и постоянство да постигне повече от родителите си. Въпреки трудностите и материалните проблеми семейство Белеви са обединени за всички иронии, които съдбата им поднася.

## Актьорски състав

### Семейство Константинови
- Тодор Танчев – Борис Костантинов, съпруг на Анастасия, баща на Мартин и (доведен) на Елица, собственик на KP
- Диана Любенова – Анастасия Константинова, съпруга на Борис, бивша съпруга на Димитър, биологична майка на Явор и Елица, собственик на списание
- Николай Илиев – Мартин Константинов, дете на Борис от първия му брак, (доведен) брат на Елица
- Саня Борисова – Елица Константинова, дете на Димитър и Анастасия, обвързана с Кристиян, сестра на Мартин и Явор, майка на Ния, фотограф

Свързани
- Иван Юруков – Валери Кадиев/Камен Кадиев; Валери - за кратко е гадже на Кристиян, съдружник КР, архитект; Камен - братовчед на Валери
- Корнелия Петкова – Снежана, бивша икономка в Константинови
- Полина Гагова – Мария, секретарка на Анастасия
- Калин Врачански – Боян, частен детектив

### Семейство Белеви
- Ивайло Герасков – Димитър Белев, съпруг на Надежда, бивш съпруг на Анастасия, баща на Елица, Явор, Марина и Филип, автомонтьор
- Албена Ставрева – Надежда Белева, съпруга на Димитър, майка на Марина и Филип, медицинска сестра
- Пламен Димов – Филип Белев, дете на Димитър и Надежда, обвързан с Яна, брат на Марина и Явор, ученик
- Илиана Коджабашева – Марина Белева, дете на Димитър и Надежда, обвързана с Андрей, сестра на Филип и Явор, учи
- Фахрадин Фахрадинов – Явор Белев, дете на Димитър и Анастасия, брат на Филип, Марина и Елица, барман, крадец с прякор Ръкавицата

Свързани
- Мария Статулова – Емилия Карина, сестра на Димитър, собственик на кафене
- Елен Колева – София Йорданова, бивша проститутка, любовница на Мартин
- Мартин Гяуров – Андрей Крумов, обвързан с Марина, приятел на Стойо и Явор, бивш боксьор, съдружник в бара
- Стойко Пеев – комисар Узунов
- Емил Марков – Светльо, приятел на Димитър, любовник на Надежда, похитител на Марина, хазартнозависим полицай

### Семейство Сартори
- Таня Димитрова – Силвия Сартори, бивша съпруга на Роберто, майка на Кристиян и Нора, моден дизайнер
- Любомир Ковачев – Кристиян Сартори, син на Роберто и Силвия, обвързан с Елица, любовник за кратко на Валери и негов убиец, брат на Нора, баща на Ния, бисексуален лекар
- Яна Кузова – Нора Сартори, дете на Роберто и Силвия, сестра на Кристиян, ученичка

Свързани
- Пенко Господинов – Васил Николов, приятел на Силвия
- Йоанна Темелкова – бавачката на Ния

### Семейство Асенови
- Тити Папазов – Рони Асенов, бивш съпруг на Мая, баща на Яна, собственик на фитнес зала
- Арсения Иванова – Мая Асенова, бивша съпруга на Рони, майка на Яна, безработна
- Сиана Михова – Яна Асенова, дете на Рони и Мая, обвързана с Филип

### Семейство Пеневи
- Свежен Младенов  – Александър Пенев, брат на Анастасия, баща на Магдалена, любовник на Нора
- Цветелина Мартинова – Цветелина, майка на Магдалена, съпруга на Александър
- Симона Халачева – Магдалена Пенева, дъщеря на Александър и Цветелина, ученичка

### Семейство Цекови
- Красимира Казанджиева – Бонка Цекова, баба на Стойо, икономка в къщата на Константинови
- Ивелин Найденов – Стойо Цеков – Маймуната, внук на Бонка, охрана в бара

Свързани
- Симона Костова – Зоя Стоименова, приятелка на Стойо

### Други герои
- Добрин Досев – Юри Ишнаков, мафиот, собственик на бар
- Сергей Митков – Стоян
- Георги Кадурин – Владимир Казаков
- Иван Станев – Станислав Михайлов
- Петя Павлова – Соня Колева
- Яна Маринова – Ева Захариева
- Мира Бояджиева – Ирина Шенева, приятелка на Кристиян и Явор, журналист
- Слави Асенов – Ангел Киров
- Пламен Пеев – Владислав Бонев (от 60-ти и 61-ви епизод)

## Гостуващи звезди
В редица епизоди на сериала са се изявявали известни личности като:
- Анелия Градишка
- Бойко Борисов – политик
- Васил Павлов
- Георги Кадурин – гост – актьор
- Златка Райкова – фотомодел, манекен
- Ивайло Гюров – оперен певец
- Иван Петрушинов
- Тити Папазов – спортист и треньор (баскетбол)
- Николай Урумов – гост – актьор
- Лилана – поп певица
- Лора Крумова – журналист, ТВ водещ
- Любо Киров – поп певец
- Милен Цветков – журналист, ТВ водещ с авторско предаване
- Миро – поп певец
- Мон Дьо – журналист, светска хроника
- Латинка Петрова – гост – актьор
- Наско Сираков – спортист и треньор (футбол), спортен мениджър
- Петя Павлова
- Славея Сиракова
- Цветанка Ризова – журналист, ТВ водещ
- Яна и Жана от „Господари на ефира“ (шоу балерини)
- София Бобчева – Моника
- Юлиана Кънчева

## Непостоянство на телевизионното излъчване и аудитория
Сериалът е предаван за пръв път на 5 октомври 2008 г., първоначално всеки делник от 20:00 ч., като пилотният епизод е двоен.
Първоначално сериалът развива голяма популярност.
Впоследствие „Нова телевизия“ излъчва епизоди и в други дни, понякога без обявяване в програмата. Покрай риалити програми като „Биг брадър“ повечето от епизодите се излъчват не навреме или въобще не се излъчват. „Забранена любов“ е преместена в по-късен пояс.
„Нова телевизия“ неколкократно спира сериала без официални обяснения. След почивка от около два месеца новите епизоди започват на 2 март 2009 г., всеки делник от 22:00 ч. От 5 юни сериалът отново излиза във ваканция, а новият сезон започва на 9 септември 2009 г. Месец по-късно сериалът пак е спрян, въпреки наличието на над 100 неизлъчени епизода.
Това причинява спад в гледаемостта и сериалът изпада от „Топ 50“ на предаванията. Шведските собственици на телевизията не искат да инвестират в него. Почитателите на „Забранена любов“ организирали петиция за връщането му и срещу „подигравката“ със зрителите и създателите му.
Новите епизоди започват да се излъчват отново в ефира на Нова телевизия от 6 септември 2010 г. до 5 май 2011 г., когато е излъчен 299-и последен епизод, всеки делник от 18:30 ч. Сериалът започва да се излъчва отново по Нова Телевизия през 2013 г. от 15 юли, а началният час е 15:00 часа.
1-ви сезон: 05/10/2008 г. (начало)
2.1 сезон: 02/03/2009 г. (начало) – 05/06/2009 г.(край)
2.2 сезон: 09/09/2009 г. (начало) – 09/10/2009 г. (край)
2.3 сезон: 06/09/2010 г. (начало) – 05/05/2011 г. (край, последен епизод)